# Jaropolk II di Kiev
Jaropolk II Vladimirovič (in russo Ярополк II Владимирович?; in ucraino Ярополк II Володимирович?; Černihiv, 1082 – Kiev, 18 febbraio 1139) fu figlio di Vladimir II e di Gytha del Wessex. Era principe di Perejaslav dal 1114 al 1132 e gran principe di Kiev dal 1132 al 1139. Era sposato con Elena Alanka.

## Biografia

### Origini
Jaropolk nacque a Černihiv, dove allora regnava suo padre Vladimir II di Kiev. Nel 1103 prese parte a una campagna contro i Poloviciani. Vladimiro II, divenuto principe di Kiev nel 1113, fece Jaropolk principe di Perejaslav nel 1114 dopo la morte di suo figlio Svjatoslav I. Nel 1116, insieme alle truppe di suo padre, si oppose a Gleb di Minsk (principe di Minsk). Le cronache dicono che l'intera popolazione della città di Druc'k fu da lui portata nelle terre meridionali del principato di Perejaslav. Jaropolk mantenne buoni rapporti con il suo anziano padre, che spesso si fidava di lui per comandare le truppe nelle guerre con i Poloviciani insieme a suo fratello maggiore Mstislav I di Kiev. Nel 1125 Jaropolk respinse l'attacco poloviciano al principato di Perejaslav nella battaglia di Polkosten.

### Sovrano di uno Stato in disgregazione

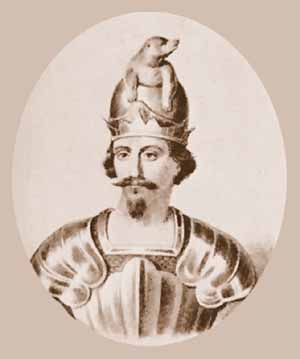
Jaropolk II

Jaropolk divenne principe di Kiev nel 1132 dopo la dipartita del fratello maggiore Mstislav I. Tuttavia, soltanto Kiev e l'area circostante rimasero sotto il suo diretto controllo. Guerriero coraggioso e comandante capace, Jaropolk era invece un politico debole che non riuscì a fermare la disintegrazione dello stato in diversi principati. La capitale del ramo rjurikide dei Monomachi - il principato di Perejaslav - divenne il punto di contesa. Secondo la pratica consolidata, il maggiore della famiglia di solito sedeva sul trono di Perejaslav. Dopo l'insediamento di Jaropolk sul trono a Kiev, il principato di Perejaslav sarebbe dovuto andare al più anziano dopo Jaropolk tra i discendenti di Vladimir II - suo fratello minore Vjačeslav I. Ma, probabilmente d'accordo con Mstislav I, Jaropolk, dopo essersi trasferito da Perejaslav a Kiev, inviò al suo posto il figlio di Mstislav, Vsevolod di Pskov. I fratelli cadetti di Jaropolk, Jurij e Andrij, non senza ragione, videro in questa fase l'intenzione di Jaropolk di fare degli Mstislavič i suoi eredi, e Jurij cacciò Vsevolod da Perejaslav. Jaropolk cercò di estinguere il conflitto e inviò un altro figlio di Mstislav, Izjaslav, a Perejaslav da Polack. Questo passo si rivelò un errore: una rivolta iniziò a Polack, i discendenti in esilio di Vseslav lo "stregone" tornarono al potere e il principato si separò da Kiev. Poiché la candidatura di Izjaslav non era accettata da Jurij, il principe di Perejaslav alla fine divenne l'erede "legittimo" - Vjačeslav I Vladimirovič di Kiev. Izjaslav si spostò a Turov. 
Tuttavia, a Vjačeslav non piaceva Perejaslav, che ostacolava tutte le incursioni polovciane sulla riva sinistra del Dnepr. Nel 1134 tornò a Turov, togliendola a Izjaslav. Quest'ultimo rimase disperato. Jaropolk provò di nuovo a ridistribuire i tavoli: offrì Perejaslav a Jurij, ma a condizione che desse Rostov a Izjaslav. Tuttavia, Jurij mantenne la maggior parte del principato di Rostov. L'offeso Izjaslav andò a Novgorod da suo fratello Vsevolod e strinse un'alleanza con i principi di Černihiv, che, dopo il rifiuto di Oleg e Davyd Svjatoslavič (nipoti di Vsevolod II di Kiev) di cercare il trono di Kiev, erano fuori dalla cerchia dei contendenti per il potere supremo in Russia e stavano cercando ogni opportunità di cambiare lo stato delle cose. La guerra iniziò. 
Alla fine del 1134, Jaropolk riuscì a negoziare con Izjaslav, dandogli il Principato di Volinia e mise a governare Perejaslav il Principe di Volinia Andrij (figlio di Vladimiro II). Tuttavia, la guerra con i principi di Černihiv e i loro alleati Polovcy non si fermò: invasero il Dnepr e devastarono la regione di Kiev. L'indecisione del Granduca e il suo rapporto teso con tutti i suoi parenti peggiorarono la situazione.

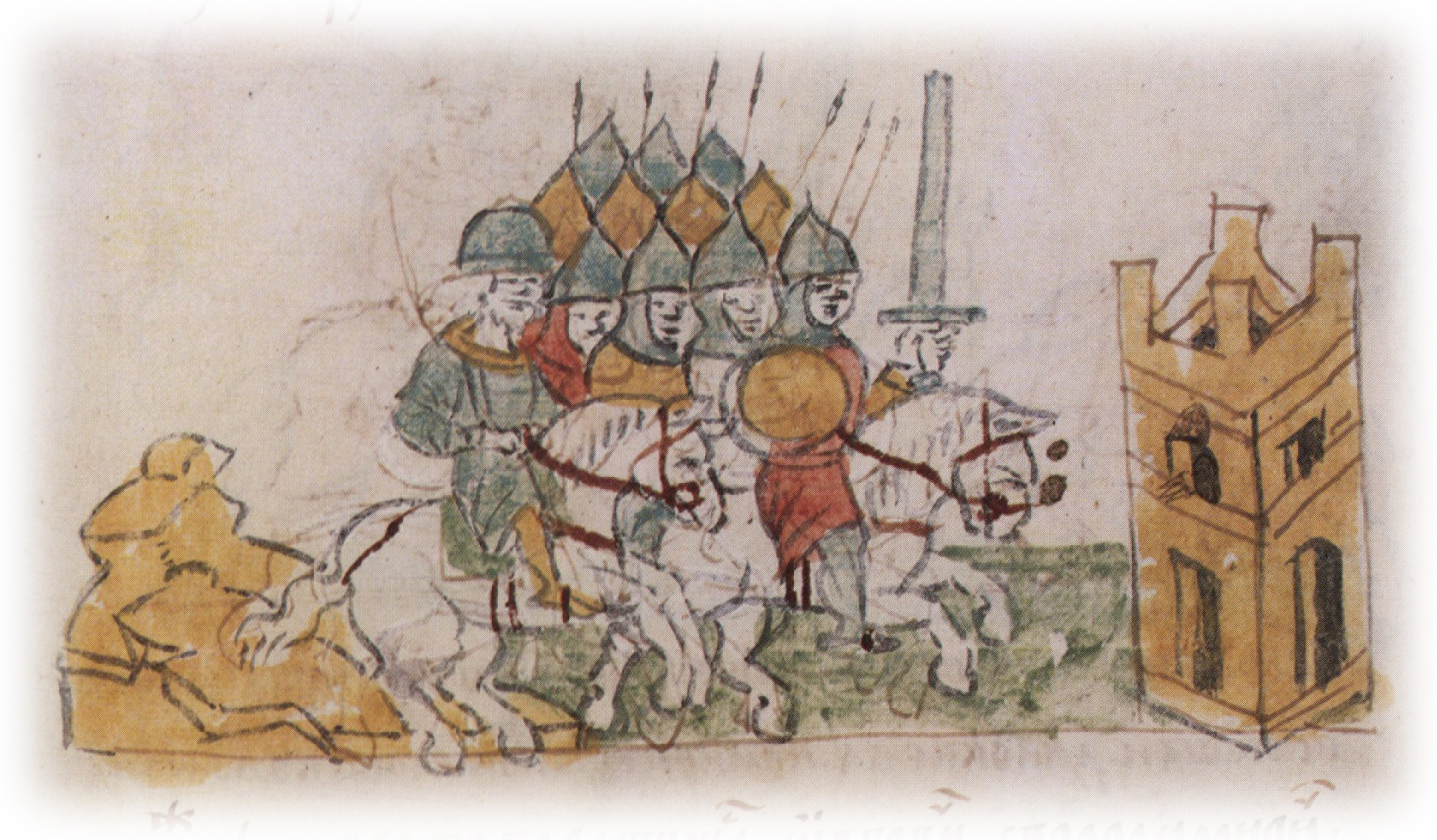
Jaropolk II va a Černihiv

L'anno successivo, Jaropolk fu sconfitto. In base a un trattato di pace, accettò di cedere Kursk e Posemye a Vsevolod Ol'govič, il quale aveva trattato con Mstislav otto anni prima per la sua non interferenza nella disputa sul Principato di Černihiv tra Vsevolod e suo zio Jaroslav Svjatoslavič. 
I novgorodiani approfittarono dell'indebolimento dell'autorità del principe di Kiev: nel 1136 cacciarono il nipote di Jaropolk e figlio di Mstislav I di Kiev, Vsevolod di Pskov, abbandonarono Kiev e proclamarono "libertà ai principi". 
L'ultima volta che i discendenti di Vladimiro II si unirono fu nel 1138, quando Vsevolod Ol'govič iniziò di nuovo una guerra con Jaropolk. Questa volta, sotto la bandiera del principe di Kiev, si riunirono le truppe di Kiev, Perejaslav, Rostov, Polack, Smolensk, della Galizia e 30 000 soldati ungheresi inviati dal re d'Ungheria Béla II. L'assedio di Černihiv del 1139 costrinse Vsevolod a concludere la pace. 
Poco prima della sua morte, Jaropolk fornì a sua volta assistenza a Béla II contro i suoi nemici interni.

### Politica
A differenza di suo padre e del fratello maggiore, Jaropolk non aveva né capacità diplomatiche né autorità per impedire allo stato di disintegrarsi in principati separati. Coraggioso nella sua giovinezza, con l'età il principe divenne estremamente cauto nel prendere decisioni e non poté prendere l'iniziativa nella lotta di due forze, che oggettivamente iniziò negli anni Trenta (il giovane Vladimirovič da un lato, gli Ol'govič e i Mstislavič su l'altro). Al momento della morte di Jaropolk, Polack, Novgorod e Černihiv erano già fuori dal suo controllo. Il principato di Rostov-Suzdal' manteneva solo una lealtà nominale a Kiev.

## Discendenza e morte
Nel 1116, Jaropolk sposò Elena Alanka, che, secondo una versione, diede alla luce un figlio, Vasyl'ko Jaropolkovič. Secondo un'altra versione, Vasilko era il figlio di Jaropolk Izjaslavič, ma si è sostenuto che questa ricostruzione sia impossibile perché Jaropolk spirò nel 1086, mentre Vasyl'ko nacque nel 1125 e perì nel 1182. Pertanto, appare maggiormente verosimile credere che fu figlio di Jaropolk II di Kiev (1082-1139).
Jaropolk morì il 18 febbraio 1139 a Kiev all'età di cinquantadue anni (fu seppellito a Kiev), passando il trono a Vsevolod II di Kiev.

## Ascendenza
|                         |                   |                         | Genitori                  |  |  | Nonni |  |  | Bisnonni           |  |  | Trisnonni          |  |
|                         |                   |                         |                           |  |  |       |  |  | Jaroslav I di Kiev |  |  | Vladimir I di Kiev |  |
|                         |                   |                         |                           |  |  |       |  |  | Jaroslav I di Kiev |  |  | Vladimir I di Kiev |  |
|                         |                   | Rogneda di Polack       |                           |  |  |       |  |  | Jaroslav I di Kiev |  |  |                    |  |
| Vsevolod di Kiev        |                   |                         |                           |  |  |       |  |  | Jaroslav I di Kiev |  |  |                    |  |
|                         |                   | Ingegerd Olofsdotter    | Olof III di Svezia        |  |  |       |  |  |                    |  |  |                    |  |
|                         |                   | Ingegerd Olofsdotter    | Olof III di Svezia        |  |  |       |  |  |                    |  |  |                    |  |
|                         |                   | Ingegerd Olofsdotter    | Estrid degli Obotriti     |  |  |       |  |  |                    |  |  |                    |  |
| Vladimir II di Kiev     |                   | Ingegerd Olofsdotter    |                           |  |  |       |  |  |                    |  |  |                    |  |
|                         |                   | …                       | …                         |  |  |       |  |  |                    |  |  |                    |  |
|                         |                   | …                       | …                         |  |  |       |  |  |                    |  |  |                    |  |
|                         |                   | …                       | …                         |  |  |       |  |  |                    |  |  |                    |  |
| Anastasia di Bisanzio   |                   | …                       |                           |  |  |       |  |  |                    |  |  |                    |  |
|                         |                   | …                       | …                         |  |  |       |  |  |                    |  |  |                    |  |
|                         |                   | …                       | …                         |  |  |       |  |  |                    |  |  |                    |  |
|                         |                   | …                       | …                         |  |  |       |  |  |                    |  |  |                    |  |
| Jaropolk II di Kiev     |                   | …                       |                           |  |  |       |  |  |                    |  |  |                    |  |
|                         | Godwin del Wessex | Wulfnoth Cild           |                           |  |  |       |  |  |                    |  |  |                    |  |
|                         | Godwin del Wessex | Wulfnoth Cild           |                           |  |  |       |  |  |                    |  |  |                    |  |
|                         | Godwin del Wessex | …                       |                           |  |  |       |  |  |                    |  |  |                    |  |
| Aroldo II d'Inghilterra | Godwin del Wessex |                         |                           |  |  |       |  |  |                    |  |  |                    |  |
|                         |                   | Gytha Thorkelsdóttir    | Thorgils Sprakalägg       |  |  |       |  |  |                    |  |  |                    |  |
|                         |                   | Gytha Thorkelsdóttir    | Thorgils Sprakalägg       |  |  |       |  |  |                    |  |  |                    |  |
|                         |                   | Gytha Thorkelsdóttir    | …                         |  |  |       |  |  |                    |  |  |                    |  |
| Gytha del Wessex        |                   | Gytha Thorkelsdóttir    |                           |  |  |       |  |  |                    |  |  |                    |  |
|                         |                   | Thorkell l'Alto         | …                         |  |  |       |  |  |                    |  |  |                    |  |
|                         |                   | Thorkell l'Alto         | …                         |  |  |       |  |  |                    |  |  |                    |  |
|                         |                   | Thorkell l'Alto         | …                         |  |  |       |  |  |                    |  |  |                    |  |
| Ealdgyth Swan-neck      |                   | Thorkell l'Alto         |                           |  |  |       |  |  |                    |  |  |                    |  |
|                         |                   | Ealdgyth d'Inghilterra? | Etelredo II d'Inghilterra |  |  |       |  |  |                    |  |  |                    |  |
|                         |                   | Ealdgyth d'Inghilterra? | Etelredo II d'Inghilterra |  |  |       |  |  |                    |  |  |                    |  |
|                         |                   | Ealdgyth d'Inghilterra? | Ælfgifu di York           |  |  |       |  |  |                    |  |  |                    |  |
|                         |                   | Ealdgyth d'Inghilterra? |                           |  |  |       |  |  |                    |  |  |                    |  |

## Fonti
1. L'anno di nascita è indicato nella "Storia della Russia ..." di V. N. Tatishchev ed è sconosciuto dagli annali.
2. Presnyakov A.E. Legge principesca nell'antica Russia. Lezioni sulla storia russa. Kievan Rus' - Mosca: Nauka, 1993. ISBN 5-02-009526-5